# ボンド郡 (イリノイ州)
ボンド郡（英: Bond County）は、アメリカ合衆国イリノイ州の南部に位置する郡である。2010年国勢調査での人口は17,768人であり、2000年の17,633人から0.8％増加した。郡庁所在地はグリーンビル市（人口7,000人）であり、同郡で人口最大の都市でもある。
ボンド郡はセントルイス大都市圏に属している。

## 歴史
ボンド郡は1817年にマディソン郡から分離して設立された。郡名は当時イリノイ準州からアメリカ合衆国下院への代議員を務め、1818年から1822年には初代イリノイ州知事を務めたシャドラック・ボンドに因んで名付けられた。
主要都市であるグリーンビルは1819年に郵便局ができ、1855年に町として、1872年に市として法人化された。この町の命名については諸説ある。ノースカロライナ州のグリーンビルに因むという説があり、その町はアメリカ独立戦争の英雄であるナサニエル・グリーンに因んで名付けられていた。別の説では初期の開拓者トマス・ホワイトが「緑が多くて素晴らしい」と感じたので名付けたというものである。3番目の説では、町で最初の商人になったグリーン・P・ライスに因んだというものである。
1824年、奴隷制度の認可について住民投票が行われ、240票が反対、63票が賛成だった。イリノイ州は奴隷州ではなかったが、奴隷州であるミズーリ州やケンタッキー州に近く、奴隷所有者が自由州で奴隷を保有するために使った「年季奉公」制度を使い続けることは認められた。
一時期、14人の奴隷が8人の所有者に登録されていた。奴隷の一人サイラス・レジスターは郡事務官事務所で登録したことからその姓をつけた。レジスターは1872年に76歳で死亡し、ボンド郡で最後まで生き残っていた奴隷だった。幾人かの奴隷は奉公していた家族と共に郡内で埋葬されている。元奴隷の1人ファニーは、その所有者が州外に出て行った後で自由の身となり、町で働いたので、ミズーリ州の競売で夫のスティーブンを購うことができた。
1840年代、地下鉄道を使って奴隷に自由を与えることに携わった者がいた。リノに住む教師のT・A・ジョーンズは2008年に地下鉄道の活動を記した手紙がスパータの階段で発見されたと告げた。奴隷はミズーリ州から逃亡し、カーライルを抜けてボンド郡に入ることが多かった。ジョン・リーパー牧師は製粉業を営んでいたのでその地下鉄道活動を隠蔽することができた。ヘンリー・パーリン医師はグリーンビル近くで開業し、秘密の活動を援助した。ジョージ・デニー牧師の家では、活動に使われていた秘密の部屋があることが1930年代になって明らかになった。
グリーンビル・カレッジは1855年にアルミラ・カレッジという名称で設立された。1941年、学長のH・J・ロングが「アルミラとグリーンビルは祈祷に基づいて設立されたので、その設立と平行に運営することを宣言した。」
1858年、アメリカ合衆国上院議員の候補指名を得るために、エイブラハム・リンカーンとスティーブン・ダグラスがグリーンビルで討論を行ったとき、ダグラスは「紳士淑女諸君、私にとって初めて古いボンドを訪れたときに、私の話を聞きにかくも大勢の人々が集まってくれたのは、私に大きな最高の満足と喜びを与えたくれる。」と語った。「ザ・イリノイ・ステート・レジスター」紙はこの集会について「古いボンド郡に多くの者が集まったのを見たことがあるが、これに匹敵するものを見たこともないし、予想したことも無かった。」と記した。
ボンド郡の女性は1914年に初めて選挙で投票できるようになった。
1915年11月21日、サンフランシスコで開催されたパナマ太平洋国際博覧会で展示された「自由の鐘」がペンシルベニア州に戻る途中で、グリーンビルを通過した。自由の鐘はペンシルベニア州に戻った後、二度と動かすことは無くなった。
グリーンビル公共図書館はカーネギー図書館として設立され、アメリカ合衆国国家歴史登録財に指定されている。グリーンビル・カレッジにあるホーグ・ホールも同様に指定されている。
世界恐慌の最中の1934年4月18日、州政府と連邦政府からの緊急物資の配付について苦情を申請するために、500人の抗議者がイリノイ州緊急援助委員会まで行進した。
1980年アメリカ合衆国大統領選挙の運動中に、ロナルド・レーガンがグリーンビルを訪れ、郡庁舎芝生で演説を行った。イリノイ州選出の新人上院議員で2008年11月に大統領に当選したバラク・オバマも、2004年の上院議員選挙運動中にグリーンビルを訪れた。これはボンド郡民主党員が主催したものだった。

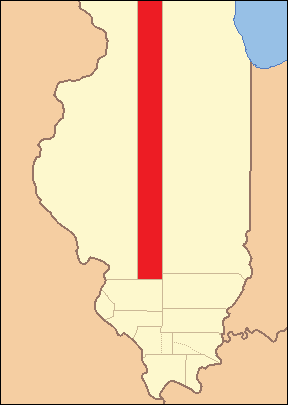
1817年創設時の郡領域、北のスペリオル湖まで伸びていた
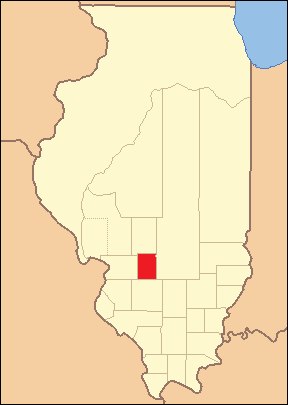
1821年から1824年まで
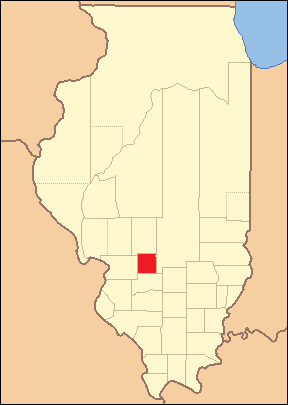
1824年から1843年まで
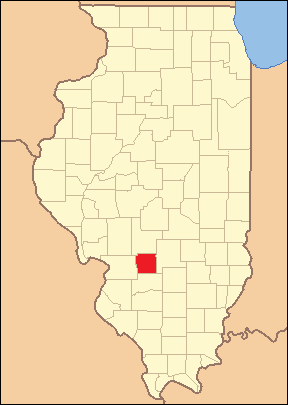
1843年に少し大きくなってから現在までの領域

## 地理
アメリカ合衆国国勢調査局に拠れば、郡域全面積は382.76平方マイル (991.3 km2)であり、このうち陸地380.28平方マイル (984.9 km2)、水域は2.48平方マイル (6.4 km2)で水域率は0.65％である。

### 主要高規格道路
- 州間高速道路70号線
- アメリカ国道40号線
- イリノイ州道127号線
- イリノイ州道140号線
- イリノイ州道143号線

### 隣接する郡
- モンゴメリー郡 - 北
- ファイエット郡 - 東
- クリントン郡 - 南
- マディソン郡 - 西

## 気候と気象
近年、郡庁所在地であるグリーンビル市の平均気温は1月の21°F (-6 ℃) から7月の91°F (33 ℃) まで変化している。過去最低気温は1905年2月に記録された-22°F (-30 ℃) であり、過去最高気温は1954年7月に記録された114°F (46 ℃) である。月間降水量は2月の2.00インチ (51 mm) から5月の4.31インチ (109 mm) まで変化している。

## 人口動態

2000人口ピラミッド

以下は2000年国勢調査による人口統計データである。
| 基礎データ - 人口: 17,633人 - 世帯数: 6,155 世帯 - 家族数: 4,345 家族 - 人口密度: 18人/km2（46人/mi2） - 住居数: 6,690軒 - 住居密度: 7軒/km2（18軒/mi2） 人種別人口構成 - 白人: 90.74% - アフリカン・アメリカン: 7.41% - ネイティブ・アメリカン: 0.46% - アジア人: 0.26% - 太平洋諸島系: 0.05% - その他の人種: 0.37% - 混血: 0.72% - ヒスパニック・ラテン系: 1.43% 先祖による構成 - ドイツ系：37.0％ - アメリカ人：14.5％ - イギリス系：11.0％ - アイルランド系：8.6％ 言語による構成 - 英語：97.2％ - スペイン語：2.3％ - モン語：1.5％ | 年齢別人口構成 - 18歳未満: 21.9% - 18-24歳: 11.6% - 25-44歳: 29.4% - 45-64歳: 22.4% - 65歳以上: 14.7% - 年齢の中央値: 37歳 - 性比（女性100人あたり男性の人口） - 総人口: 116.3 - 18歳以上: 119.6 世帯と家族（対世帯数） - 18歳未満の子供がいる: 32.1% - 結婚・同居している夫婦: 59.1% - 未婚・離婚・死別女性が世帯主: 8.1% - 非家族世帯: 29.4% - 単身世帯: 25.6% - 65歳以上の老人1人暮らし: 12.8% - 平均構成人数 - 世帯: 2.47人 - 家族: 2.97人 収入と家計 - 収入の中央値 - 世帯: 37,680米ドル - 家族: 45,413米ドル - 性別 - 男性: 31,849米ドル - 女性: 21,295米ドル - 人口1人あたり収入: 17,947米ドル - 貧困線以下 - 対人口: 9.3% - 対家族数: 6.7% - 18歳未満: 10.7% - 65歳以上: 8.6% |

## 郡区
ボンド郡は下記9つの郡区に分割されている。
| - バージェス - セントラル - ラグランジェ - ミルズ - マルベリーグローブ | - オールドリプリー - プレザントマウンド - ショールクリーク - タマルコ |

## 都市と町
| - ドネルソン - グリーンビル - 郡庁所在地 - キーズポート - マルベリーグローブ - オールドリプリー - パナマ | - ピアロン - ポカホンタス - スミスボロ - ソレント |

### 統合教育学区
- ボンド郡・コミュニティ・ユニット教育学区第2
- カーライル・コミュニティ・ユニット教育学区第1
- ハイランド・コミュニティ・ユニット教育学区第5
- ヒルズボロ・コミュニティ・ユニット教育学区第3
- マルベリーグローブ・コミュニティ・ユニット教育学区第1
- バンダリア・コミュニティ・ユニット教育学区第203

## 選挙区
- アメリカ合衆国下院議員イリノイ州第19選挙区
- イリノイ州下院議員第102選挙区
- イリノイ州上院議員第51選挙区